# Дом цветов
До́м цвето́в (сербохорв. Кућа цвећа, Кућа цвиjећа / Kuća cveća, Kuća cvijeća, серб. Кућа цвећа, хорв. Kuća cvijeća, босн. Kuća cveća, словен. Hiša cvetja, макед. Куќа на цвеќето, алб. Shtëpia e luleve, черног. Кућа цвиjећа) — мавзолей, усыпальница лидера Югославии Иосипа Броз Тито, скончавшегося 4 мая 1980 года. Расположен в Белграде (Сербия) в районе Дединье.

## История
Открыт для посещения в 1982 году.
Каждый год в день рождения Тито, 25 мая, Дом цветов посещает более тысячи человек.
Каждый год в день смерти Тито, 4 мая, усыпальницу посещает его семья, а также члены различных антифашистских объединений.
В 1990 году сербский политик Воислав Шешель попал в тюрьму за призывы убрать из Белграда Дом цветов.
По одной из версий, мавзолей Тито был назван «Домом цветов» потому, что сам Тито при жизни был страстным садовником.
28 октября 2013 в Доме цветов была похоронена вдова Тито Йованка Броз.